# Бланка Наваррська (королева Кастилії)
Бла́нка Наваррська (близько 1133, Ла Гардія, Алава — 12 серпня, 1156) — королева Кастилії, донька короля Наварри Гарсії IV, «відновлювача», та його першої дружини Маргарити д'Егль.

## Життєпис
30 січня 1151 року в Карріон-де-лос-Кондес, Паленсія, Бланка після подорожі до Калаорри та Логроньо вступила в шлюб з Санчо III, спів-королем Кастилії (разом з батьком Альфонсо VII). Шлюб було організовано, щоб забезпечити тісніші зв'язки між Леоном-Кастілією та Наваррою. 11 листопада 1155 року Бланка народила майбутнього короля Альфонса VIII. Немає жодних записів про її діяльність після грудня 1155 року. 

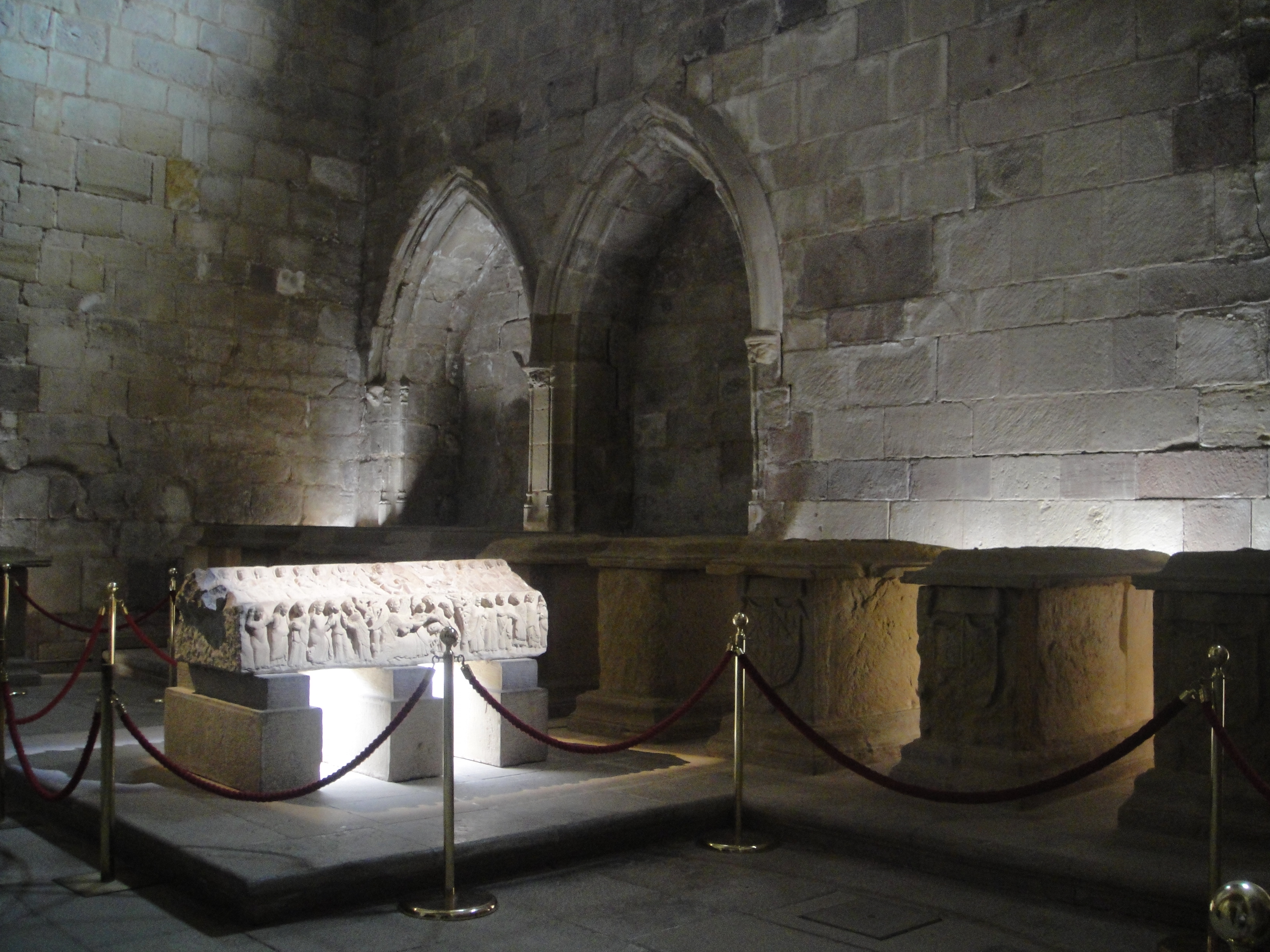
Гробниця Бланки Наваррської у церкві Санта-Марія ла Реал Нахери

Бланка Наваррська померла 12 серпня 1156 року до вступу чоловіка на трон як одноосібного правителя у 1157 році. Причиною смерті, схоже, стали ускладнення нової вагітності дитиною на ім'я Гарсіа. Про це записано в епітафії, вигравіруваній на її могилі; проте гравюра не збереглася після реконструкції королівських гробниць у Наєрі в XVI столітті. Кришка саркофага була збережена, і вона представляє смертне ложе королеви з членами двору, включаючи чоловіка, який оплакує її смерть. 
Бланка Наваррська була похована в пантеоні наваррських королів у монастирі під назвою Санта-Марія-ла-Реаль із Нахери, якому Санчо зробив пожертви від її імені. Саркофаг цариці розглядається як головний приклад здатності виражати людські емоції у візуальних образах у XII столітті. Крім того, у неї були поховані інші діти в церкві Сан-Педро в Сорії, хоча вони не ідентифіковані.